# Antonio Palocci
Antonio Palocci Filho (Ribeirão Preto, 4 de octubre de 1960) es un político y médico brasileño, miembro del PT (Partido dos Trabalhadores, en español, Partido de los Trabajadores), conocido en su país por el cargo de ministro de Hacienda del gobierno de Lula da Silva. 
Hijo del artista plástico, Antonio Palocci y de Antonia de Castro (Doña Tonhina Palocci), quien fue militar en la década de 1980 de una organización socialista.

## Juventud
Se preparó en la Facultad de Medicina de Ribeirão Preto. En su juventud, militó en diversas corrientes radicales de izquierda, destacándose su envolvimiento en la Libelu, corriente de extrema izquierda. Fue uno de los fundadores del Partido de los Trabajadores y Presidente del PT de São Paulo (1997-1998).

## Cargos
Fue servidor de la Secretaría de Salud del estado de São Paulo.
También dirigió la directiva nacional de vigilancia sanitária (Anvisa). A los 28 años, después de ocupar cargos en asociaciones de clase, sindicatos y en la Central Única de Trabajadores de Brasil, disputó su primer cargo electivo. Palocci nunca perdió una elección que haya disputado y cumplió hasta el fin una sola de sus cinco misiones.
En el año 1988 fue elegido concejal de Ribeirão Preto. En 1990, interrumpió su mandato para competir por el cargo de diputado estatal. Estuvo apenas dos años en el cargo, pues venció la elección para la municipalidad de Ribeirão Preto, en 1992, único mandato que concluiría.